# 希望の降る街
『希望の降る街』（きぼうのふるまち、The Talk of the Town）は、ジョージ・スティーヴンス監督、製作による1942年のアメリカ合衆国の映画である。
日本では劇場未公開である。

## ストーリー
工場労働者で政治活動家のレオポルド・ディルグは、毛織工場に放火し、工場長のクライド・ブラッケンを殺害した放火と殺人の罪で起訴されている。裁判のさ中、ディルグは拘置所から脱走し、長年片想いをしていた学校時代の友人ノラ・シェリーが所有する人里離れた別荘に身を寄せる。今は学校教師となっているシェリーは、夏の間、人里離れた環境で本を書く予定の著名な法学教授マイケル・ライトキャップに別荘を貸すことになっている。ライトキャップとディルグはほぼ同時に到着したため、シェリーはディルグを屋根裏部屋に隠すことにする。
ディルグがライトキャップに見つかってしまうと、シェリーは彼は庭師のジョセフだと偽る。そして突然、ボイド上院議員がやって来る。上院議員は、ライトキャップが間もなく大統領から最高裁判事に指名されるであろうと告げる。他方、ライトキャップとディルグは法律に関する活発な議論を楽しむ。ライトキャップは学術的な観点から議論し、ディルグはより実践的な考え方を披露する。闊達な議論の結果、彼らは良き友人となるだけではなく、ライトキャップもノラのことを好きになることから、恋のライバル同士にもなる。
シェリーとディルグの弁護士に促された結果、ライトキャップは工場主のアンドルー・ホームズ、工場長のクライド・ブラッケン、ブラッケンの恋人のレジーナ・ブッシュに疑いを抱くようになる。最初は気が進まなかったものの、ライトキャップはディルグに対する容疑について調べ始める。策略として、彼は殺されたとされるブラッケンの恋人であるブッシュと親しくなり、ブラッケンがまだ生きていてボストンに隠れていることを知る。シェリー、ライトキャップ、ディルグはボストンに行き、ブラッケンを探し出す。3人は彼をロチェスターに連れ戻し、保険金を得るための自分と工場主の放火の罪を認めさせる。
3人が警察に通報するかどうかで議論している時、ブラッケンは後ろから殴りかかり、ディルグとライトキャップを気絶させて逃走する。警察がやって来て、ディルグは法廷に引き出されるが、彼に対する市民の怒りが益々嵩じ、暴徒が裁判所に押し掛ける。ライトキャップは別荘から銃を持ち出し、ブラッケンを探し出し、銃を突きつけて裁判所に引っ立てた。その時、暴徒はディルグをリンチにしようと法廷になだれ込むところであった。
法廷内でライトキャップは注意を引くために天井に向かって発砲し、死んだはずの工場長はここにいると皆に告げる。そして、彼は原則と実践の両方における法の重要性について、暴徒に対して熱のこもった演説をする。工場長と工場主は起訴され、ディルグは釈放される。
その後すぐに、ライトキャップは最高裁判事に任命される。シェリーは最高裁判所内の彼の執務室を訪ね、彼は自分の20年来の夢が実現したと言う。望む以上の幸せを手に入れた彼は、あとは自分の友達が同じように幸せになるのを見ることだけだと言い、シェリーにディルグと結婚すべきだと言う。
ディルグとシェリーの2人がライトキャップの陪席判事としての最初の裁判を傍聴する間、ディルグはライトキャップとシェリーとが愛情深い視線を交わすのに気付き、それは彼女がライトキャップと結婚することに決めた印であると解釈し、突然法廷を去る。シェリーは彼を追いかけ、ディルグは最終的に彼女が自分を選んだことに気付くのであった。

## キャスト
- ケーリー・グラント：レオポルド・ディルグ
- ジーン・アーサー：ノラ・シェリー
- ロナルド・コールマン：マイケル・ライトキャップ教授
- エドガー・ブキャナン：サム・イェイツ（ディルグの弁護士）
- グレンダ・ファレル：レジーナ・ブッシュ（ブラッケンの恋人）
- チャールズ・ディングル：アンドルｰ・ホームズ（工場主）
- クライド・フィルモア：ボイド上院議員
- エマ・ダン：シェリーの母親
- レックス・イングラム：ティルニー（ライトキャップの運転手）
- レオニド・キンスキー：ジャン・プラスキー（町のデリカテッセンの従業員）
- トム・タイラー：クライド・ブラッケン（工場長）
- ロイド・ブリッジズ：ドナルド・フォレスター（新聞記者）
- ドン・ベドウ：警察署長

## 映画賞ノミネート
| 映画賞       | 部門               | 候補者                                                       | 結果       |
| ------------ | ------------------ | ------------------------------------------------------------ | ---------- |
| アカデミー賞 | 作品賞             |                                                              | ノミネート |
| アカデミー賞 | 脚色賞             | アーウィン・ショウ シドニー・バックマン                      | ノミネート |
| アカデミー賞 | 原案賞             | シドニー・バックマン                                         | ノミネート |
| アカデミー賞 | 撮影賞（白黒）     | テッド・テズラフ                                             | ノミネート |
| アカデミー賞 | 喜劇映画音楽賞     | フレデリック・ホランダー モリス・W・ストロフ                 | ノミネート |
| アカデミー賞 | 室内装置賞（白黒） | ライオネル・バンクス ルドルフ・スターナド フェイ・バブコック | ノミネート |
| アカデミー賞 | 編集賞             | オットー・メイヤー                                           | ノミネート |